# Jean-Pierre Lisanga Bonganga
Jean-Pierre Lisanga Bonganga, est un homme politique congolais (RDC), ministre des Relations avec le parlement dans le gouvernement Tshibala sous la présidence de Joseph Kabila. Sous la présidence de Félix Tshisekedi, il occupe, par intérim, le ministère de la Jeunesse et de l'Initiation à la nouvelle citoyenneté, de mars à septembre 2019.
Jean-Pierre Lisanga Bonganga est le président d'un parti politique, la Convention chrétienne pour la démocratie.
En janvier 2023, Jean-Pierre Lisanga Bonganga annonce sa candidature à l'élection présidentielle prévue pour décembre 2023. Il candidate pour une plateforme politique appelée Alliance des Pro-Étienne Tshisekedi wa Mulumba.